# Loraxen
Loraxen (engelska: The Lorax) är en barnbok av Dr.Seuss som publicerades 1971. Boken går igenom viktiga ämne som miljöförstöring och hur vi ska ta hand om planeten. En animerad film av boken hade premiär 2012 och gjordes av Illumination. I Sverige översattes boken av Marianne Tufvesson den 2 februari 2020. 

## Handling
Berättelsen utspelar sig i en förorenad stad och landskap. En pojke går till Krämaren (Once-Ler) som berättar för honom hur alla träd, känt som truffulaträd, hade försvunnit, och hur han stötte på den märkliga varelsen Loraxen. 

## Bakgrund
En hypotes från 2020 säger att författaren fick inspiration till berättelsen när han reste till Kenya, och att Loraxens utseende var troligen baserad på en Husarapa som han såg. Inspirationen till truffulaträden var troligen från trädsorten Hesperocyparis macrocarpa. Seuss ville skriva en bok om att skydda miljön, men ville inte att boken skulle vara predikande. Han var också missnöjd med att skogshuggare skulle hugga ner träd i La Jolla, i Kalifornien. När boken publicerades, var skogshuggare inte nöjda, eftersom Seuss beskrev negativa saker om kalhygge, vilket fick författaren Terri Birkett att skriva en satir av boken vid namn Truax. 